# Helicometrina nimia
Helicometrina nimia är en plattmaskart. Helicometrina nimia ingår i släktet Helicometrina och familjen Opecoelidae. Inga underarter finns listade i Catalogue of Life.